# 度人经
度人经是道教的重要经书，元始天尊所宣說，今本称《太上洞玄灵宝无量度人上品妙经》，一名《元始无量度人上品妙经》，屬靈寶系经典，为东晋末期葛巢甫等道士所编集的灵宝经之一。原一卷，今本作六十一卷，其中第一卷为经文，以下六十卷是神霄派於北宋徽宗年間敷演经文而成。
《度人经》後來被奉为「萬法之宗，群經之首」，敦煌藏經洞發現的文書中，《度人經》的寫本有十餘種，在《正统道藏》中位列為第一經。五代道士闾丘方远称《灵宝经》“都五十八卷，其经旨在此《度人经》中”。

## 題解
靈寶，指神妙的珍寶。《雲笈七籤》卷一七曰：「靈者，神也，在天曰靈。寶者，珍也，在地曰寶。天有靈化，神用不測，則廣覆無邊。地有眾寶，濟養群品，則厚載萬物」。《元始元量度人上品妙經四注》：「變化無方，曰靈，欽崇貴愛，曰寶」。
度人，指救度眾人。《元始元量度人上品妙經四注》：「一國之人受此度人妙法，故云皆受護度；度得成真之道，故云咸得長生...此經度人，凡有四種。一者白日升天，即身而度；二者解變易而度；三者死而不朽，後更起生；四者魂神暫滅，即昇南宮（朱陵火府）受化」。

## 內容
《度人经》由五個部份組成：1) 道君前序；2) 經文二章：「元始洞玄」章、「元洞玉曆」章（包括三界魔王歌音）；3) 道君中序；4) 大梵隱語（靈書中篇）；5) 道君後序，其他諸家注本，則增入《靈書上篇》、《靈書下篇》，並附《太極真人頌》。
本經讲述元始天尊向十方天真大神、上圣高真、妙行真人、无鞅数众说经的故事，宣扬“仙道贵生，无量度人”、“齐同慈爱，异骨成亲，国安民丰，欣乐太平”之旨。經中記述宇宙的生成：宇宙初開的渾沌，稱為「大梵」，經過長遠的劫運，開展出「五篇真文」、「赤書玉字」等天書，其後梵炁羅佈，諸天形成，眾神列位，天地的運度於是開始。
《度人經》記述了天界語言，稱為「大梵隱語，無量之音」。另一部靈寶經《太上靈寶諸天內音自然玉字》則解釋說明了《度人經》中的「大梵隱語」。

## 注解
- 《洞玄靈寶度人經大梵隱語疏義》
- (唐) 張萬福《洞玄靈寶無量度人經訣音義》
- (宋) 陳景元《元始無量度人上品妙經四注》[南齊嚴東、唐代成玄英、薛幽棲及李少微]
- (宋) 宋徽宗《靈寶無量度人上品妙經符圖》
- (宋) 劉元道《靈寶度人上品妙經旁通圖》
- (宋) 陳椿榮《太上洞玄靈寶無量度人上品經法》
- (宋) 蕭應叟《元始無量度人上品妙經內義》
- (元) 薛季昭《元始無量度人上品妙經註解》
- (元) 陳致虛《太上洞玄靈寶無量度人上品妙經注》
- (明) 張宇初《元始無量度人上品妙經通義》
- 柏夷（Stephen R. Bokenkamp）“The Wondrous Scripture of the Upper Chapters on Limitless Salvation,” Early Daoist Scriptures
- 蕭登福《靈寶無量度人上品妙經今註今譯》

## 考證
張超然主張，原初《度人經》所有的部分可能只有「經文二章」 與「道君中序」兩個部分，且因其已提及「赤書真文」，因此其成書是在《赤書玉篇真文》之後。而「大梵隱語」及「道君後序」可能是在《諸天內音》成立之後，才在《度人經》補上此二部分。「道君前序」則可能為梁、陳之際所增附。

## 外部連結
- 道教《度人經》的思想與現代價值